# Teatro La Fenice

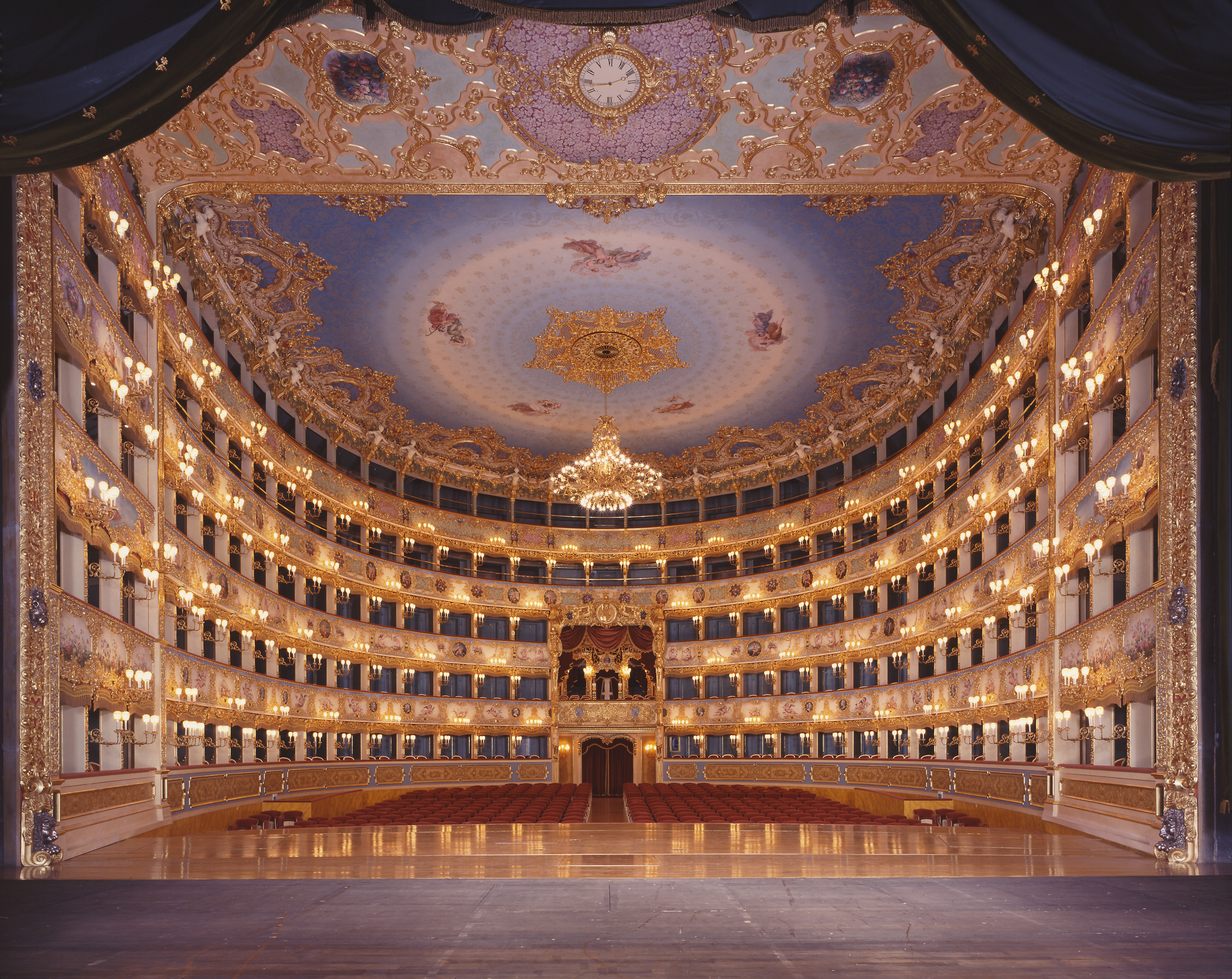
Interior

O Teatro La Fenice (em português "A fênix") é o principal teatro de ópera de Veneza, nordeste da Itália. Destruído várias vezes e reedificado, é sede de uma importante temporada operística e do festival internacional de música contemporânea.
Construído rapidamente em pouco mais de um ano, foi inaugurado em 16 de maio de 1792 com a ópera de Giovanni Paisiello I giochi di Agrigento. 
Foi destruído em 13 de dezembro de 1836 por um incêndio, mas foi reconstruído logo em seguida, repetido o projeto original. Cem anos se passaram e em 1937 foi restaurado por Eugenio Miozzi.
A outra grande tragédia ocorreu em 29 de janeiro de 1996, quando o teatro foi completamente destruído por um incêndio provocado: as chamas foram induzidas por um eletricista, Enrico Carella, na tentativa de evitar punições contratuais por um atraso no serviço que lhe havia sido encomendado.
Depois de oito anos de obras, o teatro foi reinaugurado em 14 de dezembro de 2003 com um concerto dirigido por Riccardo Muti.